# Zekelita angulalis
Zekelita angulalis är en fjärilsart som beskrevs av Paul Mabille 1880. Zekelita angulalis ingår i släktet Zekelita och familjen nattflyn. Inga underarter finns listade i Catalogue of Life.